# Slobozia (gmina Păltiniș)
Slobozia – wieś w Rumunii, w okręgu Botoszany, w gminie Păltiniș. W 2011 roku liczyła 61 mieszkańców.